# Nubiologia
Nubiologia zwana inaczej archeologią Sudanu – nauka będąca częścią archeologii zajmująca się kulturą materialną oraz dziejami Nubii, krainy historycznej znajdująca się w północno-wschodniej Afryce, w południowym Egipcie i północnym Sudanie między VI a I kataraktą. Twórcą terminu był Kazimierz Michałowski (1901–1981). Nubiologia jest nauką interdyscyplinarną dotyczącą szeroko pojętych dziejów i kultury Nubii, Etiopii i Koptów. 

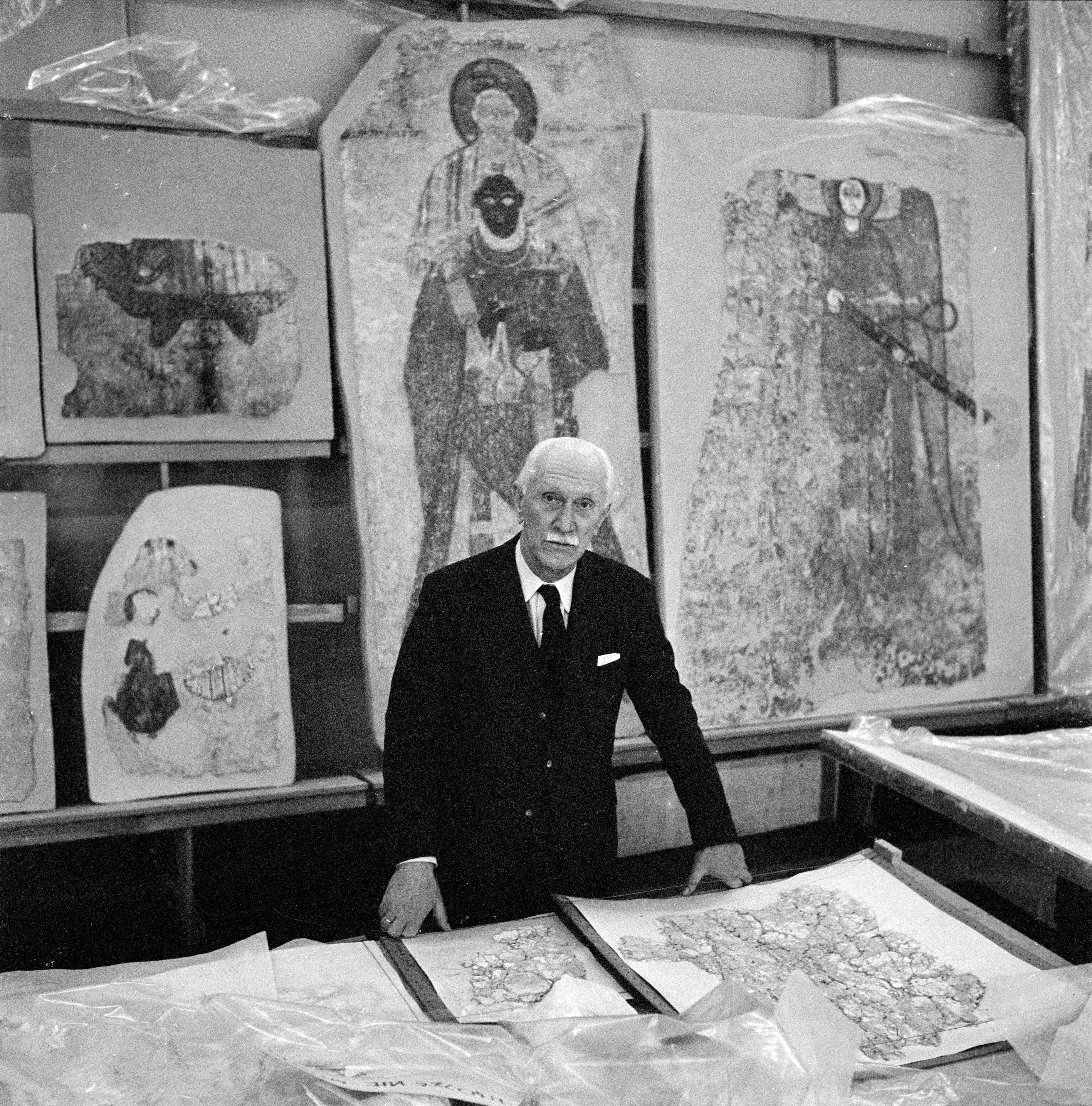
Kazimierz Michałowski

## Rozwój nauki
Nubiologia jest najmłodszą dziedziną wiedzy o chrześcijańskim Wschodzie. Zajmuje się całym obszarem nubijskim, a zatem obszarem pomiędzy Egiptem a Etiopią. Podstawą językową jest język staronubijski, który we wczesnym średniowieczu w ścisłym związku z językiem koptyjskim stał się językiem literackim. Odkrywcą literatury nubijskiej jest Carl Schmidt (1868-1938), który w 1906 roku zakupił w Kairze, dwie serie papirusów z Górnego Egiptu w nieznanym języku trafnie rozpoznał język nubijski. Heinrich Schäfer (1868-1957) i Francis Llewellyn Griffith są tymi osobami, którzy pierwsi odczytali język nubijski. Autorami pierwszej gramatyki i słownika są Hans Abel i Ernst Zychlarz. Ważne badania nad językiem prowadził też Leo Reinisch. Historią Nubii zajmowali się Johann Kraus i Ugo Monnneret de Vilard. Znaczny rozwój przeżyła nubiologia w wyniku wielkiej kampanii wykopaliskowej w związku z budową Tamy Asuańskiej (od 1961 roku), podczas której odkryto wspaniałe pomniki sztuki nubijskiej. W 1969 w Essen i w 1972 w Warszawie odbyły się spotkania uczonych zajmujących się Nubią. Na tym ostatnim powołano Międzynarodowe Towarzystwo Nubiologiczne. Jednym z najważniejszych pism tej nauki są wydawane w Warszawie periodyki: "Nubica. Internationales Jahrbuch für Koptische, Meroitisch-Nubische. Äthiopische Studien" i "Études et Travaux". Inny ważny periodyk to: "Dotawo: A Journal of Nubian Studies".

## Znani nubiolodzy
- Francis Llewellyn Griffith (1862–1934)
- John Garstang (1876–1956)
- George Andrew Reisner (1867–1942)
- Kazimierz Michałowski (1901–1981)
- Steffen Wenig (ur. 1934)
- László Török (ur. 1941)
- Dietrich Wildung (ur. 1941)
- Khidir Abdelkarim Ahmed (1947-2012)
- Derek A. Welsby (ur. 1956)
- Angelika Lohwasser (ur. 1967)
- Claudia Näser (ur. 1970)

## Polscy nubiolodzy
- Włodzimierz Godlewski
- Stefan Jakobielski
- Zsolt Kiss
- Kazimierz Michałowski
- Karol Myśliwiec
- Grzegorz Ochała
- Bogdan Żurawski